# Уобаска
Уобаска (на английски: Wabasca River) е река в Канада, северната част на провинция Албърта, десен приток на река Пийс, от системата на река Маккензи. Дължината ѝ от над 300 km ѝ отрежда 123-то място сред реките на Канада.
Реката изтича от езерото Санди, разположено североизточно от Малкото Робско езеро, на 563 м н.в. Преминава последователно през езерата Саут Уобоска и Норт Уобаска и се насочва на север и северозапад през непроходими блата и гъсти гори. Влива се отдясно в река Пийс на 35 км източно от град Форт Вермильон.
Площта на водосборния басейн на реката е 36 300 km2, който представлява 12% от целия водосборен басейн на река Пийс.
Основните притоци на река Уобаска са: леви – Уилоу, Мускуа, Траут, Лун; десни – няма.
Многогодишният среден дебит в устието на реката е 93 m3/s. Максималният отток на реката е през май и юни, а минималният е през януари-февруари. От края на ноември до началото на май реката замръзва.
По течението на реката има само едно селище град Десмарайс, разположен на реката между двете езера Саут и Норт Уобаска.